# Amazon (Computerspiel)
Amazon ist ein Computerspiel der US-amerikanischen Firma Telarium (früher: Trillium) aus dem Jahr 1984. Es gehört zum Genre der Textadventures und wurde vom Schriftsteller und Filmregisseur Michael Crichton entwickelt, der dabei auf Motive seines Romans Congo zurückgriff.

## Handlung
Die Handlung im Stil einer Abenteuergeschichte mit Science-Fiction-Elementen spielt im Amazonasgebiet in Südamerika. Der Spieler arbeitet im Auftrag der Firma NSRT (National Satellite Resource Technology). Er sucht nach einem zwölfköpfigen Expeditionsteam der NSRT, das in der tief im Dschungel verborgenen Ruinenstadt Chak seltene Smaragde bergen sollte, die für ein Forschungsprojekt benötigt werden. Das Team verschwand spurlos, und der Spieler als Spezialagent soll vor Ort Nachforschungen zum Team anstellen und die Smaragde beschaffen. Während seiner Suche muss sich der Spieler mit Wildtieren, Indianerstämmen, konkurrierenden Schatzsuchern und einer Söldnertruppe auseinandersetzen.

## Spielprinzip und Technik
Das Adventure wird über Tastatur und Joystick gespielt. Die Eingabe von Spielbefehlen erfolgt in kurzen, englischen Sätzen über einen Text-Parser per Tastatur. Typische Spielbefehle sind zum Beispiel die Untersuchung von Gegenständen („examine“) oder die Befragung von Personen („ask“, „talk“). Mit dem Joystick werden kurze Action-Sequenzen gesteuert, zum Beispiel die Feinjustierung eines Funkgerätes, um einen Notruf des verschollenen NSRT-Expeditionsteams zu empfangen. Manche Spielaktionen müssen innerhalb eines Zeitlimits erfolgen. Das Adventure kann in drei verschiedenen Schwierigkeitslevels gespielt werden. Das Adventure hat eine zweidimensionale Grafik, die teilweise animiert ist, eine Titelmelodie und Soundeffekte.

## Entwicklungs- und Produktionsdetails
Michael Crichton hatte schon früh ein Interesse an der damals noch nicht sehr weit verbreiteten Heimcomputertechnik gezeigt und sich in die Programmierung seines Apple II eingearbeitet. Später fasste er den Plan, ein Computerspiel zu entwickeln; sein Ziel war es dabei weniger, dem Spieler eine konkrete Mechanik vorzugeben, als vielmehr, alternative Formen der Narrative zu erforschen. Als Telarium-Produktmanager Seth Godin 1983 bei Crichton anfragte, ob dieser Interesse an einer Zusammenarbeit hätte, sagte Crichton nicht nur zu, sondern präsentierte sogar ein fast fertiges Spiel, an dem er seit zwei Jahren arbeitete. Entwickelt worden war es von Crichton, dem Programmierer Stephen Warady und dem Grafiker David Durand; letzteren kannte Crichton von der Produktion seines Films Runaway her, für den Durand Spezialeffekte beigesteuert hatte. Teile der Programmierung hatte Crichton selbst auf seinem Apple II in BASIC vorgenommen; Warady konvertierte diese dann in Maschinensprache. Die Handlung basiert teilweise auf Crichtons Roman Congo (Verlag Alfred A. Knopf, New York 1980). Da er die Umsetzungsrechte für alle Medien an 20th Century Fox verkauft hatte, mussten Änderungen an Setting und Handlung des Computerspiels vorgenommen werden, so spielt das Spiel in Südamerika statt in Afrika, statt des kommunizierenden Affen tritt ein sprechender Papagei auf, und aus einer Diamantenmine wurde eine Smaragdmine.
Da Telarium die ersten Veröffentlichungen seiner Literaturadaptionen (außer Amazon waren dies unter anderem Fahrenheit 451, Rendezvous with Rama und Dragonworld) für 1984 geplant und nicht damit gerechnet hatte, ein fast fertiges Spiel präsentiert zu bekommen, ließ sich die Firma Zeit. Sie beauftragte Byron Preiss Video Productions, die für die technische Realisierung einiger der anderen Spiele verantwortlich waren, mit einer Portierung des Apple-II-Spiels auf die hauseigene Spiel-Engine SAL (Spinnaker Adventure Language), so dass das Spiel auf dem erfolgreichen Heimcomputer Commodore 64 lauffähig war. Eine ins Spanische übersetzte MSX2-Version mit neu erstellten Grafiken erschien 1987. Das Spiel wurde außerdem für die populären Heimcomputer Atari ST und Apple II und für PCs mit PC.kompatiblem DOS portiert.

## Rezeption
Mit über 100.000 verkauften Einheiten war Amazon ein finanzieller Erfolg.
Die deutsche Computerzeitschrift Happy Computer stellte die „einfallsreiche“ und realistische Handlung positiv heraus: Das Spiel könne durchaus als Drehbuchvorlage für einen Film fungieren. Zusammen mit der guten Grafik, den „hervorragenden und witzigen“ Texten und den „excellenten“ Packungsbeilagen sei Amazon ein „Adventure-Erlebnis, (...) dass man so schnell nicht vergisst“.
In den 1980er-Jahren wurden in Spielerezensionen die ausführlichen und gut geschriebenen Texte des Adventures hervorgehoben. Im Testbericht einer Computerzeitschrift wurden Handlung, Grafik und Wortschatz des Parsers jeweils mit sehr gut bewertet.
Zu Beginn der 2000er-Jahre wurde Amazon in einem journalistischen Rückblick auf die Computerspielgeschichte im Online-Magazin Telepolis in eine Reihe mit anderen literaturnahen Adventures der Firma Telarium gestellt, bei denen das Spielerlebnis stark dem Prozess des Lesens und das Spiel selbst dem erzählerischen Verfügbarmachen einer Fiktion ähnelte. 2010 lobte das Computerspiele-Blog Gaming After 40 in einer Retrospektive die Dynamik der Spielabläufe, die innovative Integration von Minispielen in die Handlung sowie eine „neuartige, literarische Geschwätzigkeit“ der Texte im Vergleich zu denen der damals gängigen Adventures von Scott Adams. Kritisiert wurden Inkonsistenzen des Parsers sowie mangelnde Entscheidungsfreiheit für den Spieler, da Crichton ihm wenig Möglichkeiten einräume, den Handlungsfaden zu verlassen.